# Hitlisten des Nordens
Die Hitlisten des Nordens sind Sendungen im NDR Fernsehen, wobei Zuschauer über Internet ihren Favoriten für das Programm abstimmen können. 
In den Hitlisten des Nordens werden über das laufende Jahr verteilt verschiedene Sendungen ausgestrahlt, wo von Zuschauern bestimmte Ranglisten vorgestellt werden. Vorrangig werden Fernsehpannen, Nachrichtenereignisse und Persönlichkeiten gezeigt, die in den Massenmedien der letzten Jahrzehnte für Aufsehen gesorgt haben. Die Hitlisten wurden erstmals 2004 ausgestrahlt.

## Bislang ausgestrahlte Hitlisten
- „Top Flops – Die lustigsten Fernsehpannen“
- „Die größten Skandale der Republik“
- „Die bewegendsten TV-Momente“
- „Was den Norden bewegte“
- „Die schönsten Weihnachtslieder des Nordens“
- „Die schönsten Bauwerke Norddeutschlands“
- „Die besten Seemannslieder und Shantys“
- „Die beliebtesten Bücher des Nordens“
- „Die größten Sommerhits des Nordens“
- „Die größten Popsongs des Nordens“
- „Die größten Schlager des Nordens“
- „Die schönsten Operetten“
- „Die schönsten Urlaubsziele Norddeutschlands“

Die Sendung Top Flops – Die lustigsten Fernsehpannen gibt es bereits seit 2003. Sie wurde zunächst von Jörg Thadeusz moderiert, von 2005 bis 2007 von Thomas Pommer und seit 2008 von Florian Weber.